# Madatyphlops comorensis
Madatyphlops comorensis — вид змій родини сліпунів (Typhlopidae). Ендемік Коморських Островів.

## Поширення і екологія
Madatyphlops comorensis мешкають на островах Анжуан і Великий Комор в архіпелазі Коморських островів. Вони живуть в тропічних лісах та на плантаціях.